# Skynet 4E
O Skynet 4E é um satélite de comunicação geoestacionário britânico construído pela Matra Marconi Space, ele está localizado na posição orbital de 32.5 graus de longitude oeste e é operado pela Paradigm Secure Communications para o MoD. O satélite foi baseado na plataforma ECS-Bus e sua expectativa de vida útil era de 6 anos.

## Lançamento
O satélite foi lançado com sucesso ao espaço no dia 26 de fevereiro de 1999, às 22:44 UTC, por meio de um veículo Ariane-44L H10-3, a partir do Centro Espacial de Kourou na Guiana Francesa, juntamente com o satélite Arabsat 3A. Ele tinha uma massa de lançamento de 1.500 kg.